# Paris (1912)
Paris – francuski pancernik – drednot typu Courbet z okresu I wojny światowej. Wraz z bliźniaczymi okrętami „Courbet”, „Jean Bart” i „France” był częścią programu rozbudowy francuskiej floty z roku 1910. „Paris” zajęty w 1940 przez Brytyjczyków był oferowany Polskiej Marynarce Wojennej.

## Historia

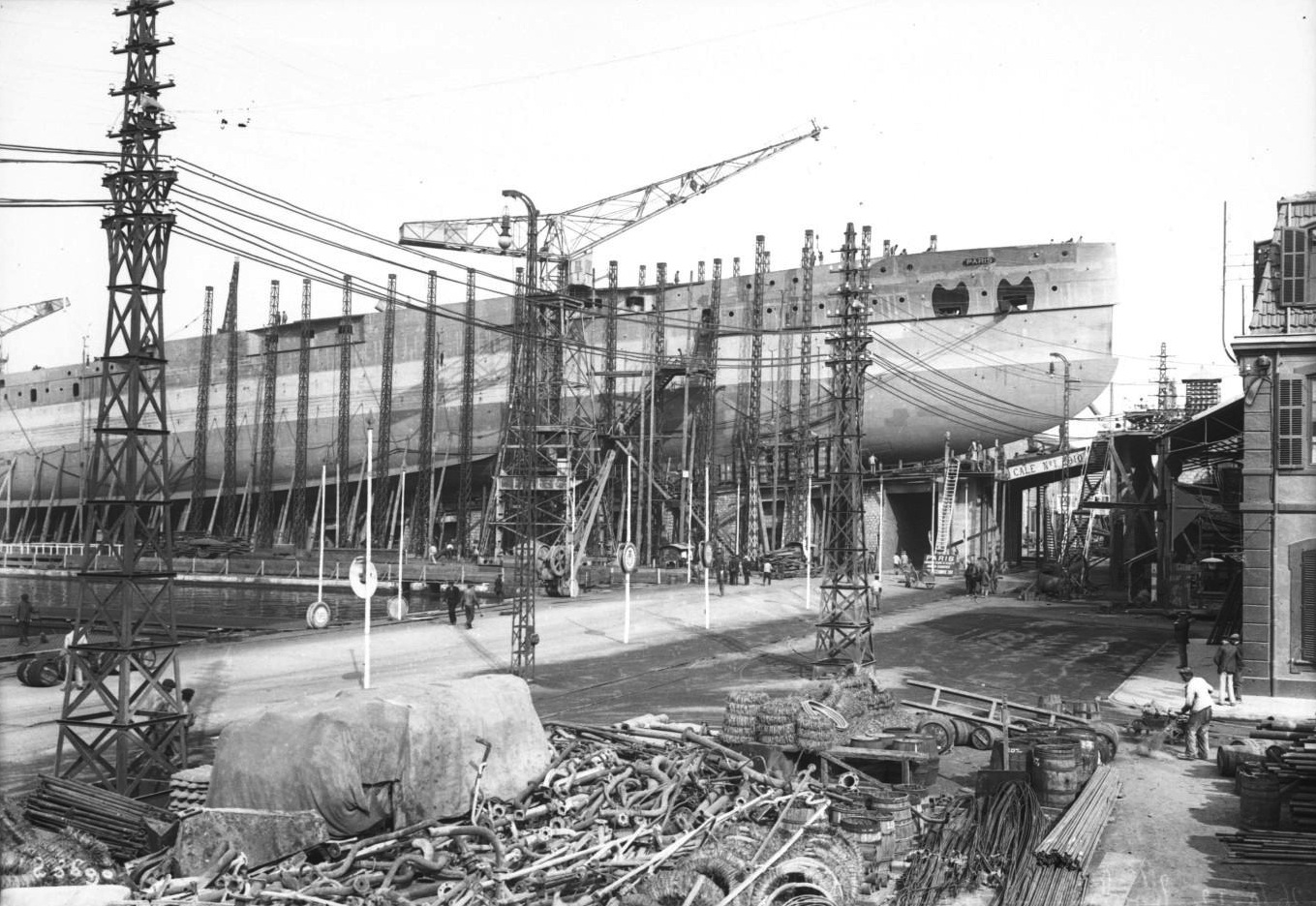
„Paris” w budowie, zdjęcie wykonane 26-9-1912

Budowa „Paris” rozpoczęła się 11 listopada 1911 w stoczni Société Nouvelle des Forges et Chantiers de la Méditerranée w La Seyne. Okręt zwodowano 28 września 1912. Jednostka weszła do służby w sierpniu 1914. W czasie I wojny światowej uczestniczył w działaniach na Morzu Śródziemnym przeciwko flocie Austro-Węgier. W latach 20. dwukrotnie modernizowany. Od 1931 pełnił funkcję okrętu szkolnego.
W czerwcu 1940 lekko uszkodzony w wyniku niemieckiego nalotu. Przed upadkiem Francji udał się do Plymouth, gdzie w wyniku  operacji Catapult został internowany przez Brytyjczyków. Przejęcie okrętu proponowano Polskiej Marynarce Wojennej, w której miał pływać pod podwójną banderą: polską i francuską, a jego nazwa miała być zmieniona na Okręt Francuski (OF) „Paris”. Do przejęcia nie doszło m.in. z powodu braku rezerw kadrowych PMW, zwłaszcza w obliczu liczebności załogi koniecznej dla pancernika, a także nieopłacalności remontu starej, zużytej jednostki i jej niewielkiej wartości bojowej. Używany przez Brytyjczyków jako okręt koszarowy w Devonport.
Po wojnie okręt wrócił do Brestu, gdzie służył jako hulk. Został złomowany w 1956 roku.